# NGC 871
NGC 871 (другие обозначения — UGC 1759, MCG 2-6-53, ZWG 438.46, IRAS02144+1419, PGC 8722) — спиральная галактика с перемычкой (SBc) в созвездии Овен. Открыта Уильямом Гершелем в 1784 году. Описание Дрейера: «очень тусклый, очень маленький, вытянутый объект, в 5 минутах к юго-востоку видна звезда 10-й величины».
Этот объект входит в число перечисленных в оригинальной редакции «Нового общего каталога».
Объект входит в тесную группу галактик с NGC 876  и NGC 877.  Также в группе обнаружены небольшие области нейтрального водорода HI. Из-за гравитационного взаимодействия и приливного эффекта  в богатой газом галактике образовали приливной хвост и звёздный поток. Часть вещества отделилась сформировала относительно долгоживущие крупные образования. 
По этой же причине в галактике интенсивное звездооброзование.  
Галактика NGC 871 входит в состав группы галактик NGC 877. Помимо NGC 871 в группу также входят IC 1791, NGC 876, NGC 877, UGC 1693, UGC 1761, UGC 1773 и UGC 1817.